# Carl-Johan Sundström

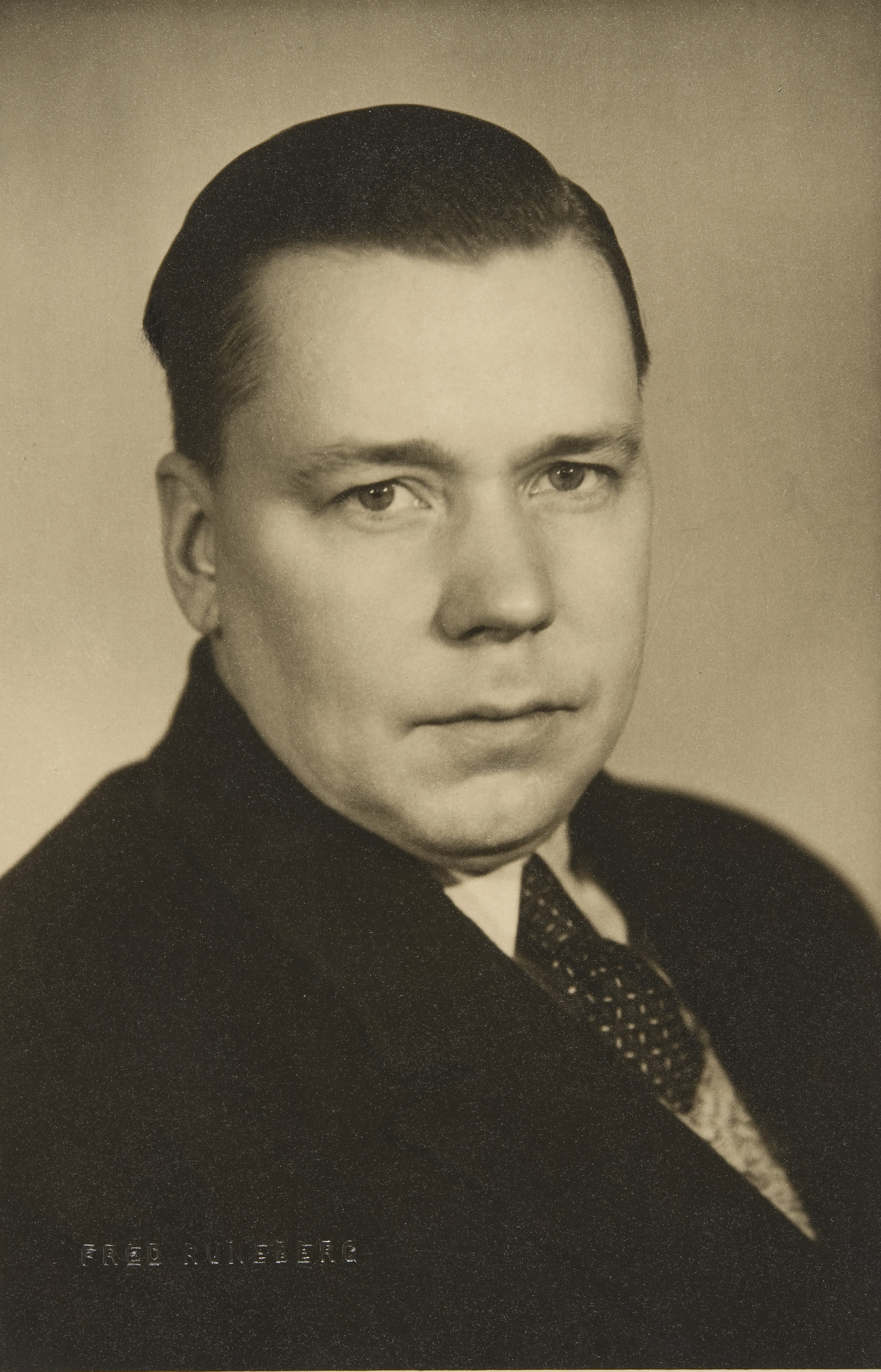
Cay Sundström im Jahr 1938.

Carl-Johan (Cay) Sundström (* 1. Juli 1902 in Hamina; † 5. Mai 1959 in Stockholm) war ein finnischer Politiker und Diplomat.

## Leben
Cay Sundström studierte Odontologie und war in der Gewerkschaftsbewegung aktiv. Von 1936 bis 1940 saß er für die Sozialdemokratische Partei Finnlands im Parlament.
Nach dem Winterkrieg gehörte er zu einer sechsköpfigen Gruppe dieser Parlamentsfraktion, die Frieden mit der Sowjetunion forderte und deshalb aus der Partei ausgeschlossen wurde. Sie bildeten die Sozialistische Fraktion. Nach dem Beginn des Fortsetzungskrieges am 22. Juni 1941 wurde er verhaftet. Nach dem Kriegsende 1944 gründete sich die Demokratische Union des Finnischen Volkes, der er von 1944 bis 1946 vorsaß.
Im September 1945 wurde Sundström zum Botschafter bei der Regierung der Sowjetunion unter Stalin in Moskau ernannt, wo er von 1947 bis 1953 akkreditiert war; ebenso war er, mit Sitz in Moskau, Botschafter in Rumänien.
Von 1953 bis 1959 war er Botschafter in Peking.